# Blackfield IV
Blackfield IV è il quarto album discografico in studio del gruppo musicale anglo-israeliano Blackfield, pubblicato nel 2013.

## Tracce
Testi e musiche di Aviv Geffen.
1. Pills – 3:35
2. Springtime – 2:24
3. X-Ray (feat. Vincent Cavanagh) – 2:36
4. Sense of Insanity – 3:24
5. Firefly (feat. Brett Anderson) – 2:46
6. The Only Fool Is Me (feat. Jonathan Donahue) – 1:54
7. Jupiter – 3:48
8. Kissed by the Devil – 3:03
9. Lost Souls – 2:57
10. Faking – 3:33
11. After the Rain – 1:26

## Formazione
Gruppo
- Aviv Geffen - voce, chitarre, tastiere
- Steven Wilson - voce, chitarre
- Seffy Efrati - basso
- Tomer Z - batteria, percussioni
- Eran Mitelman

Collaboratori
- Vincent Cavanagh - voce
- Brett Anderson - voce
- Jonathan Donahue - voce